# ワロップス飛行施設
ワロップス飛行施設はヴァージニア州東部海岸に位置する施設。ワロップス島とその周辺にまたがって存在する。NASAのゴダード宇宙飛行センターに運用されており、主にNASAやその他のアメリカ政府組織によって科学と実験のミッションを支える射場として利用されている。ワロップス飛行施設には多種多様な観測ロケット、小型の使いきり型弾道・軌道ロケット、科学機材を積んだ高高度気球などの運用を支えるために広い計測射場を持ち、無人航空機を含む研究用航空機の研究空港としても使われる。1945年の設立以来これまでに16,000機以上がワロップスで打ち上げられている。
WFFの射場はアメリカ海洋大気庁（NOAA）の科学ミッションに使われ、外国政府やその他の事業者等も利用する。また、チェサピーク湾近郊のヴァージニア岬の区域でのアメリカ合衆国海軍の航空機や艦載電子装置、艦載兵器体系の開発試験や演習を支えている。固定位置の器具類に加えて、WFF射場は展開可能なモバイルレーダー、テレメーター受信器、コマンド送信装置などで打ち上げをサポートしている。これらは世界中に配置可能で、他に計器のない場所での一時的に射場と同じような管制区域の設置に利用され、安全確保、遠隔地からの弾道ロケット支援・操作のためのデータ収集などに利用される。モバイル射場は両極地域、南アメリカ、アフリカ、ヨーロッパ、オーストラリア、海などからのロケット打ち上げの支援にも使われている。ワロップスでは1000人のNASA職員と請け負い業者、30人の海軍兵員、100人のNOAA職員などが働いている

## 歴史

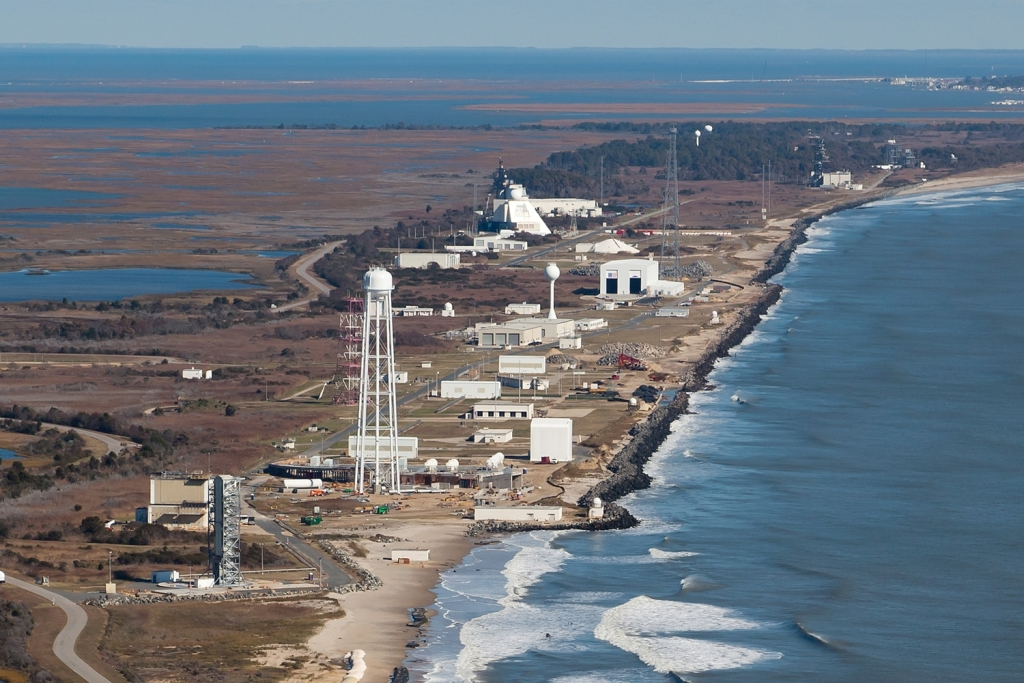
ワロップス飛行施設、2010年

1945年、NASAの先行的組織であった連邦航空諮問委員会（NACA）がラングレー研究所の管理下でワロップス島にロケット射場を設立した。この射場は「無人航空機研究所」と呼ばれ、飛行関連の研究で風洞と調査実験所を補助するため、高速空気力学の研究を行った。1958年にはNASAが設立され、NASAはNACAの施設やセンターを吸収していった。これにはラングレー研究所も含まれており、このとき「無人航空機研究所」はワロップス基地として分離した施設になり、NASAの本部に直接運用されるようになった。1959年、NASAは以前のチンコティーグ海軍航空基地を取得し、工学的・管理的活動はこの場所に移動した。1974年、ワロップス基地はワロップス飛行センターと名前を変え、さらに1981年には現在のワロップス飛行施設に変わり、同時にゴダード宇宙飛行センターの一部となった。
ワロップスでの研究の初期には亜音速から遷音速域での空気力学データの収集のために研究が行われた。1959年から1961年にかけては、マーキュリー計画のカプセルがワロップスで試験され、ケープカナベラル空軍基地から宇宙飛行士が打ち上げられるまでNASAの有人宇宙飛行計画を支えた。マーキュリー宇宙船の脱出、回収システム、生命維持装置や飛行適格性の確認のために設計されたリトル・ジョーなども打ち上げられた。またアカゲザルのサムとサム夫人は宇宙飛行士のさきがけとしてワロップス飛行施設から高高度に送られ、両方ともが無事に回収された。
1945年以来、ワロップス試験射場は飛行機や打ち上げ機の飛行特性の情報の採取、あるいは地球の上層大気や近宇宙環境の知識を高めるために14,000の研究機を打ち上げている。打ち上げ機は様々な大きさ、出力であり、気象観測用のロキから衛星打ち上げ能力のあるものまで打ち上げられている。

## 施設

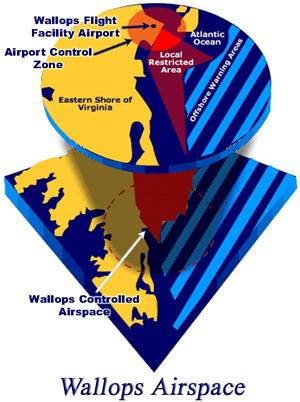

ワロップス飛行施設のメインベースはヴァージニア州のデルマーバ半島にある。おおよそノーフォークから140km北であり、ソールズベリーから64km南東である。メインベース、本土側射場、ワロップス島射場の3つのそれぞれ独立した区画を持ち、合計25km2の広さを持つ。本土側射場とワロップス島射場はメインベースから11km南東に存在する。

### 管制区域
ワロップスは航空管制官に資格を与えられた管制空域を連邦航空局と共同で運営している。管制区域は以下のようになっている。
- ワロップス飛行施設の空港管制区域の760mと、空港のから5法定マイル（8km）の半径内。
- WFF航空宇宙制限区域R-6604と海側の警戒区域

### 固定施設
主なワロップスの施設には連邦航空局が保障した無人航空機実験滑走路があり、墜落、火災、救助サービスも行っている。ワロップス飛行施設にはレセプト、点検、組み立て、チェックアウト、ロケットモーターと他のパイロテクニクス製品の貯蔵などのための施設がある。またワロップス島の射場には6箇所の射点と3つの発射管制塔があり、組み立て施設で弾道ロケットや、打ち上げ機の準備と打ち上げを支援する。

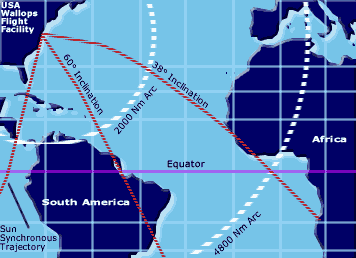
ワロップス飛行施設と距離

ワロップス研究射場は地上基地とモバイル管制、射場コントロールセンターなどで運用され、レーダー装置とシステムは追跡と監視に利用される。テレメトリー装置にはさまざまなアンテナ、レシーバー、表示計器システムなどが含まれる。コマンドアップリンクと光学追跡設備は射場の一部に含まれ、発射支援、監視、打ち上げ後の分析、プロジェクト文書、管理文書、環境研究用アーカイブのためにスチルカメラやハイスピードのビデオカメラのシステムの運用なども提供される。加えて、打ち上げ、飛行、テスト操作などの支援にさまざまな航路音声、ビデオ、データなどの通信システム、通信装置が存在する。
研究空港はメインベースに位置している。3本の滑走路と2本の誘導路、3箇所のランプ、1箇所の危険貨物積載所などが運用されている。2つのランプは2箇所の格納庫に隣接しており、もう1箇所のランプは墜落火災救助用の建物の近くにある。研究滑走路は滑走路研究計画のためにさまざまな素材、さまざまな表面状態の試験所を持っている
気象観測と予報は、射場や飛行場の運用など施設全体の安全な運用に重要な意味を持っているために力が入れられている。ワロップス気象サービスは気球に乗せたセンサーで科学的データを収集が可能であり、上層大気と磁気現象の増加の予報を行っている。またSバンドドップラー・レーダーシステム「SPANDAR」で大気の変化を観測している。SPANDARは18mパラボラアンテナで、海風前線、突風前線、晴天乱気流などによる大気の屈折率の小さな変化を検出できる。また、60,000km上空の標的の明確な観測ができ、距離10kmでも3mmの雨粒の検出でき、1立方メートルあたり1グラム単位で水分量を測定できる能力を持つ。 

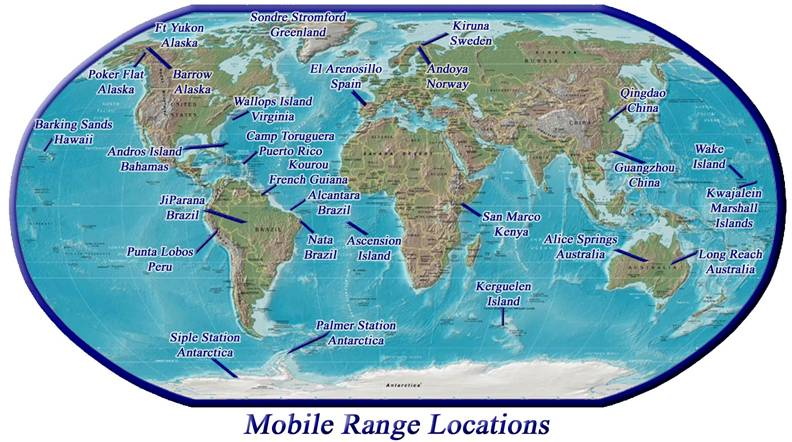
モバイル管制は世界各地に展開されている。

### モバイル管制システム
モバイル射場の計器装置にはテレメトリー、レーダー、指令・発電システムなどが含まれる。これらの資産は既存の範囲での計器の補足、一時的な安全確保、遠隔地で計器のない場所でデータ収集を支援するための射場管制域設立などに必要に応じて利用される。これらの補足システムは世界中で完全な管制能力を提供する。
ワロップス島は射場サービスの主要地区になっているが、観測ロケットキャンペーンはポーカーフラット射場、アンドーヤロケット発射場、クェゼリン射場などで支援されている。バルーン計画や気象研究ミッションでは遠隔地での射場サービスを必要とする。ワロップスのモバイル計器装置はNASAとアメリカ国防総省のネットワークに組み込まれており、ロケット打ち上げを支援する管制域設立の補足に利用できる。

## 射場技術開発

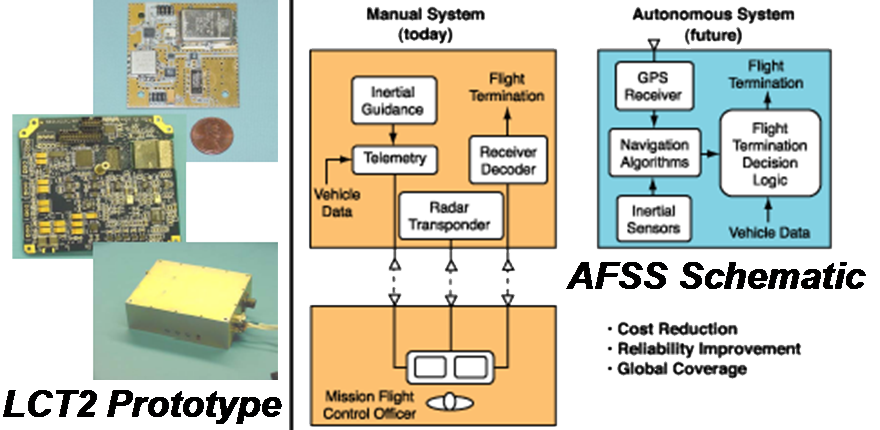
左は開発中のLCT2の初期型ハードウェア、右図は現在の手動の飛行安全システムと開発中のAFSSの比較図

2001年以降、ワロップス飛行施設のエンジニアは新しい射場技術やシステムを開発しているほか、得られた予算と計画スケジュールの制約下での飛行テスト活動と打ち上げでのコストと反応性の改善のための取り組みなどを行っており、自動飛行安全システム（AFSS）と低コストTDRSS無線通信（LCT2）の2つの射場技術の開発計画を主導している
AFSSは自立的オンボードシステムの開発計画であり、これは伝統的な地上指令の射場安全飛行完了システムを補足、あるいは置き換える計画である。AFSSは軌道の監視のために余剰センサーと打ち上げ機のオンボードプロセッサを使い、飛行の終了にはロケット発射の起動のみですむようにするとしている。
LTC2は打ち上げ機が水平飛行に達した後、NASAのTDRSSを通して交信を行える低コストの無線通信機を生産する計画であり、LTC2はケネディ宇宙センターと協力して宇宙配備型の射場通信実証・認証（Space Based Range Demonstration and Certification、旧称Space Based Telemetry and Range Safety (STARS)）計画の一部として進められている。

## ミッション
ワロップス飛行施設は主に観測ロケット、科学気球、航空機、射場とミッション運営、小型打ち上げ機研究、ミッション計画などの研究を行っている。
また、これらの分野や、航空力学システム試験、スペースシャトル打ち上げの射場支援システム、教育普及活動などにおいてNASAのミッション本部を支援しており、科学ミッション本部が地球科学、太陽系の探査、宇宙分野、太陽系分野を、探査ミッション本部がコンステレーションシステム、探査システム研究、人間システムの研究を、航空ミッション本部が航空技術を、宇宙運用ミッション本部が国際宇宙ステーション、スペースシャトル、フライトサポートなどを行っている。

## 商用宇宙港

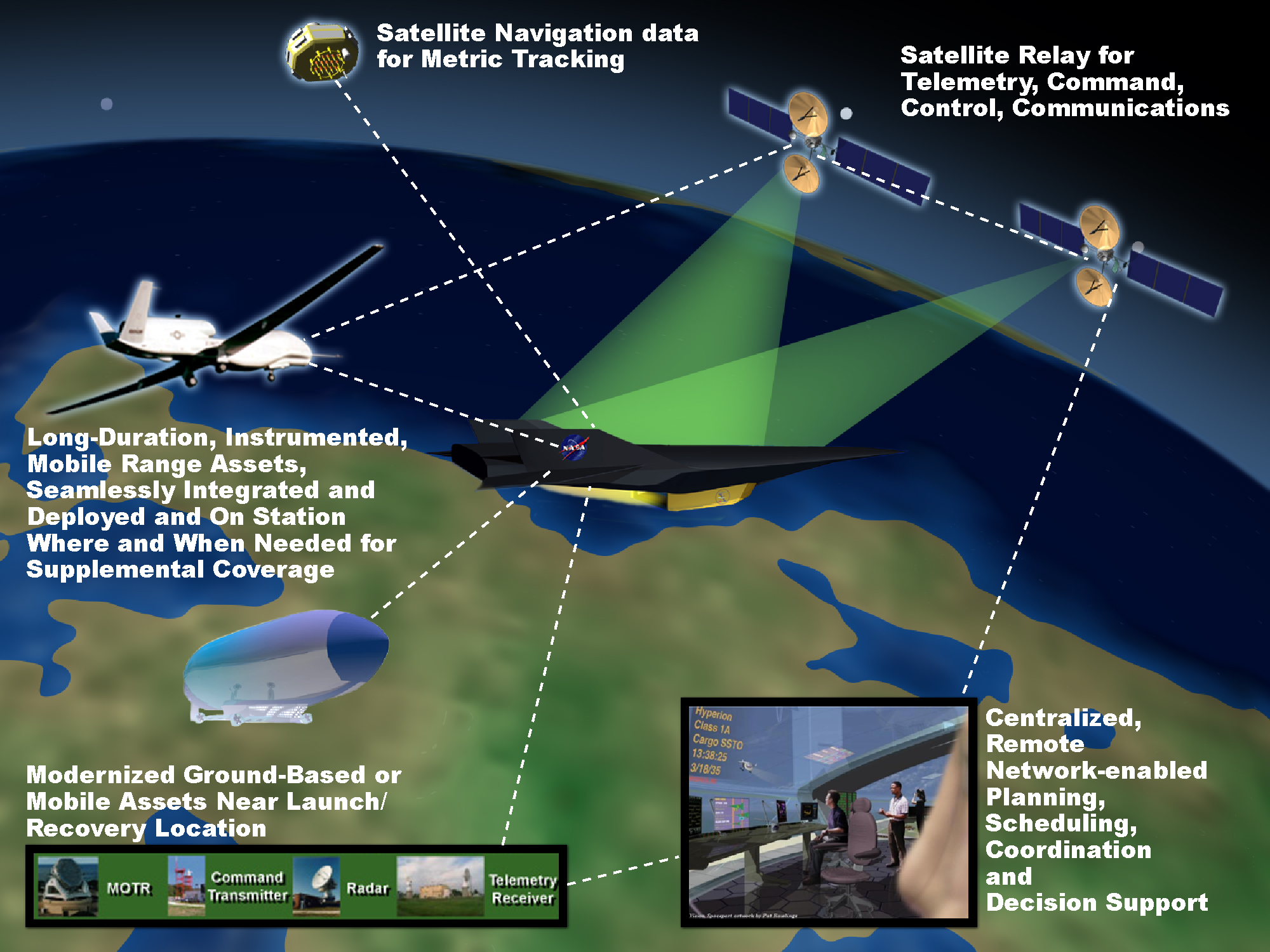
想定される未来の射場構成

1998年、ヴァージニア商業宇宙飛行局は、NASAから土地を借り上げ、ワロップス島に中部大西洋地域宇宙基地を建設した。2006年12月には、この基地から初の打ち上げが行われている。

## ビジターセンター

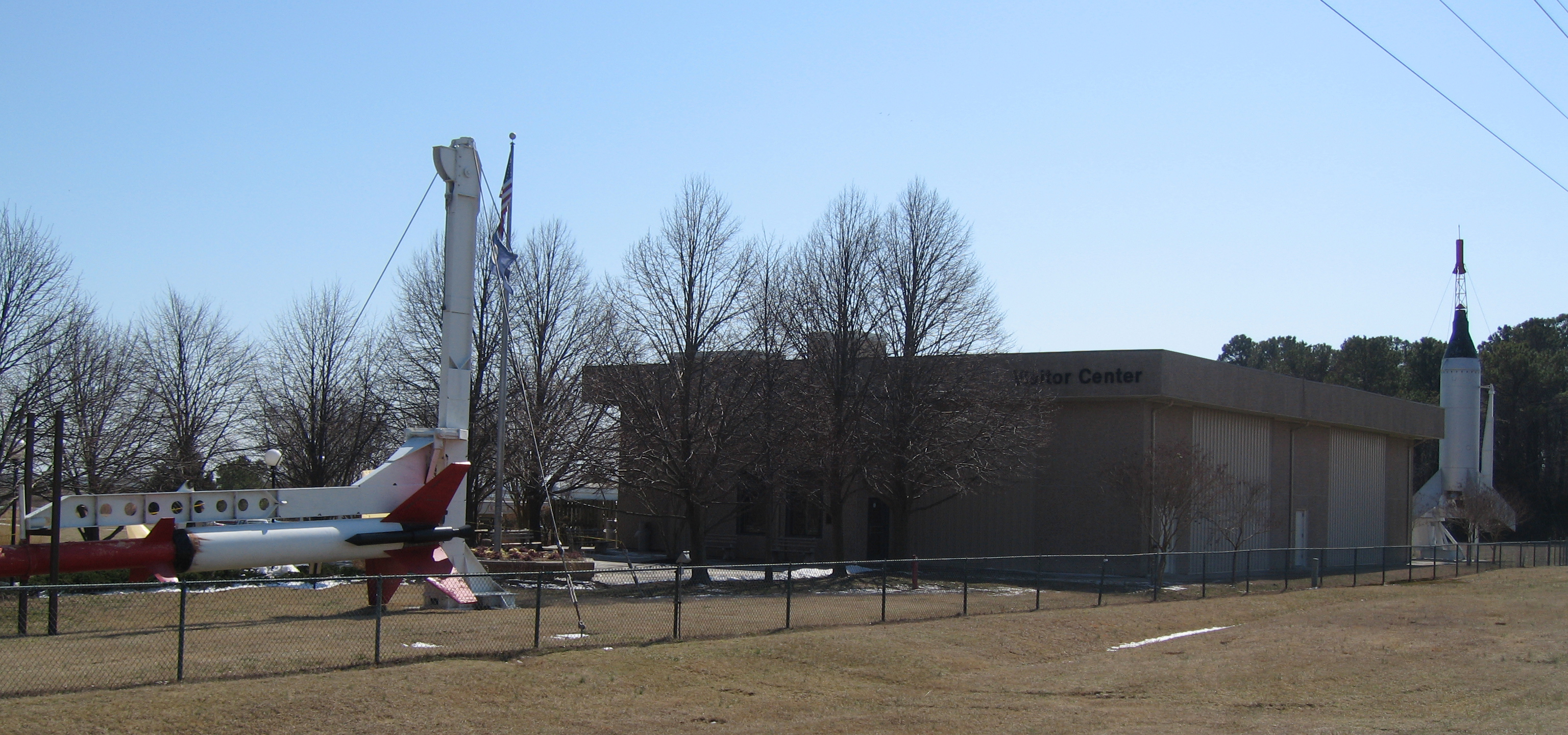
ワロップス飛行施設のNASAビジターセンター

ワロップスのビジターセンターはさまざまな実践展示や毎週の教育活動を主催しており、NASAの研究者や科学者によって設計され利用される技術について子供が調べて学ぶことができるようにしている。加えて月一回土曜日に、NASAはモデルロケット愛好家が各々のロケットをロケット射場から打ち上げることを認めて招待している。NASAの職員も参加して、さまざまなモデルロケットを打ち上げ、宇宙機の役割について説明している。
公式ウェブサイトでは観測ロケットの打ち上げスケジュールが公開されている。

### 教育
長年、ワロップス飛行施設はNSIP計画の本部として使われている。NSIPはNASA学生関与計画（NASA Student Involvement Project）の略称であり、Sub-SEMやSEMと呼ばれる教育計画があった。Sub-SEMではOEION-II単段ロケットに組み込まれる4つの実験のうち1つの計画を、SEMではスペースシャトルミッションの飛行中に行われる実験の計画を、それぞれ学生が行うものであった。それぞれの計画に4つの高校から各4人の学生と1人の教師、合計16人の学生と4人の教師が受け入れられ、実験や施設についての学習などを行い、現在ホリデイインとなっているマリナーモーテルに宿泊し、ワロップス飛行施設で一週間過ごした。これはNASA側の全額負担で行われていたが、NSIP計画全体に対する大統領命令と予算削減で現在SEMとSub-SEMの両方が停止されている。

## 事故
2014年10月28日、シグナス CRS Orb-3を搭載したアンタレス (ロケット)が故障して打ち上げ直後にペイロードもろとも指令破壊され、中部大西洋地域宇宙基地の0A射点が損傷した。その後、2015年9月末まで修理が行われた。

## 協定
ワロップス飛行施設は次のような組織と協定を結んでいる。
- 中部大西洋地域宇宙基地 (MARS)
- U.S. Navy Surface Combat Systems Center (SCSC)
- Navy Test and Training Ranges
- U.S. Air Force, 45th Space Wing, Eastern Range
- アメリカ沿岸警備隊
- アメリカ海洋大気庁 (NOAA), アメリカ環境衛星データ情報局 (NESDIS)
- 海洋科学共同事業体 (MSC)
- ホワイトサンズ・ミサイル実験場 (WSMR)

## ギャラリー

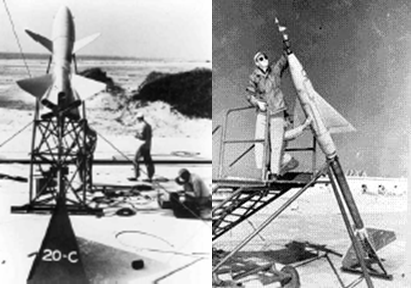
早期の研究ロケット
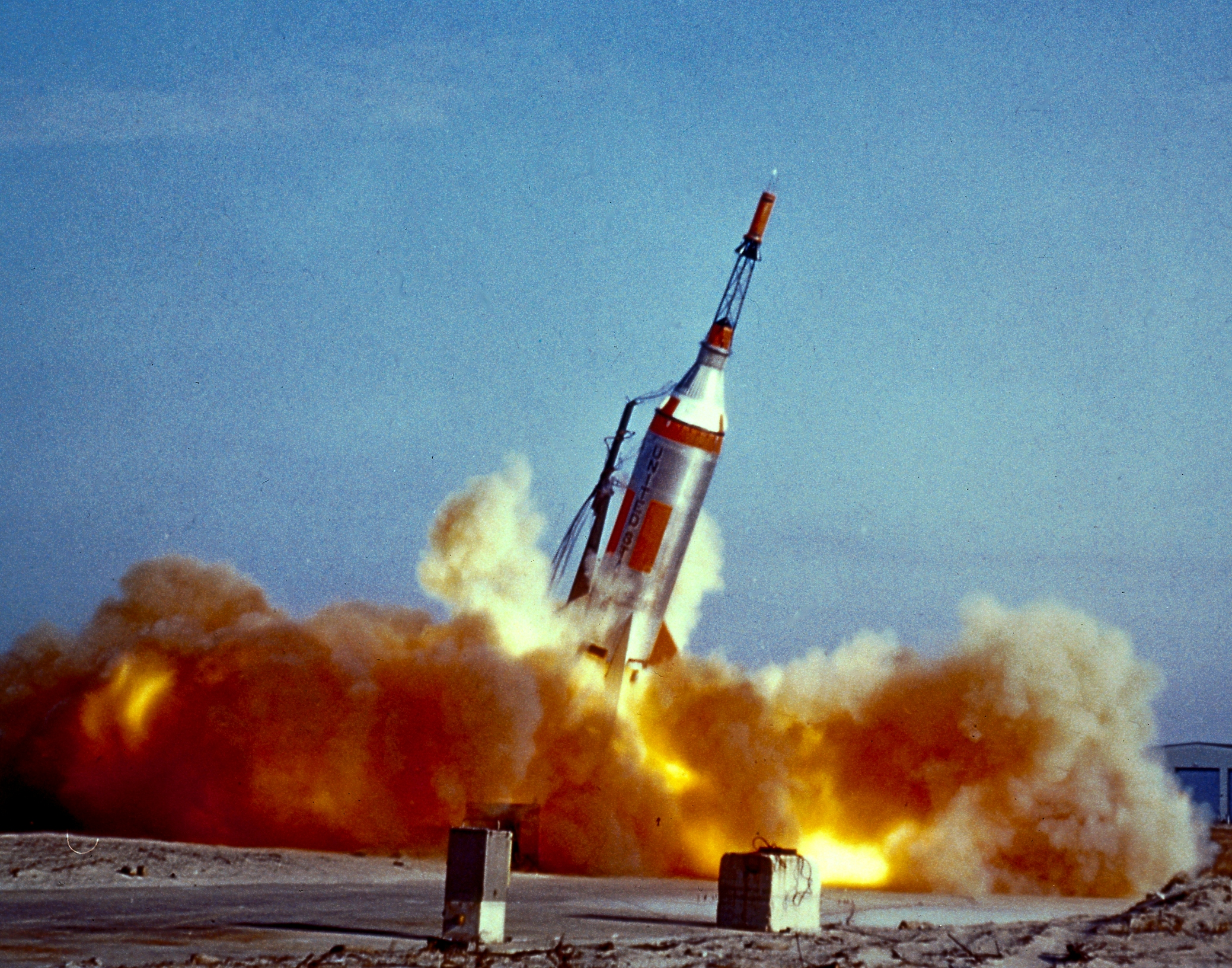
リトル・ジョーロケットのテスト打ち上げ、同試験はマーキュリー計画の帰還カプセルのテストを行った。
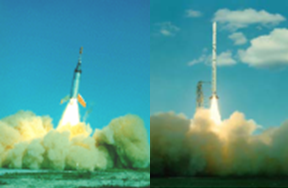
マーキュリーカプセルの脱出塔のテストとスカウトに載せられるアポロヒートシールドのテスト
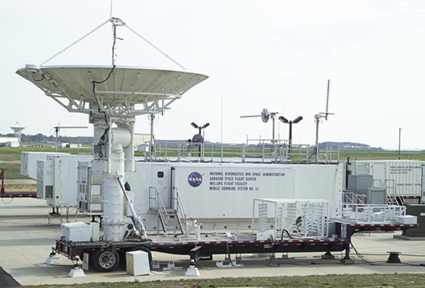
モバイル管制システム
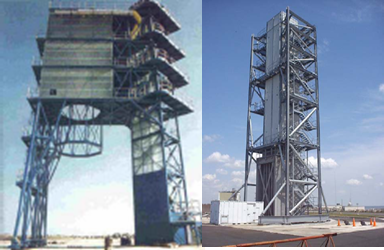
発射台0-Aと0-B
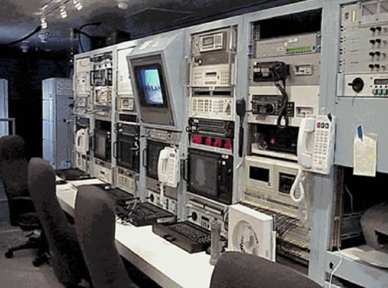
モバイルテレメトリーシステム
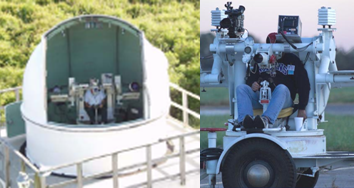
光学追跡システム
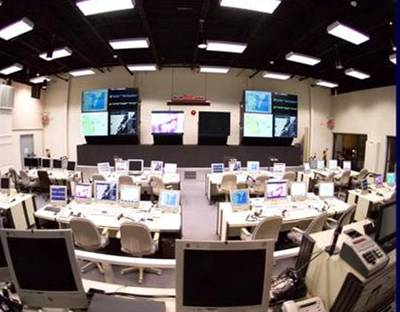
射場管制センター
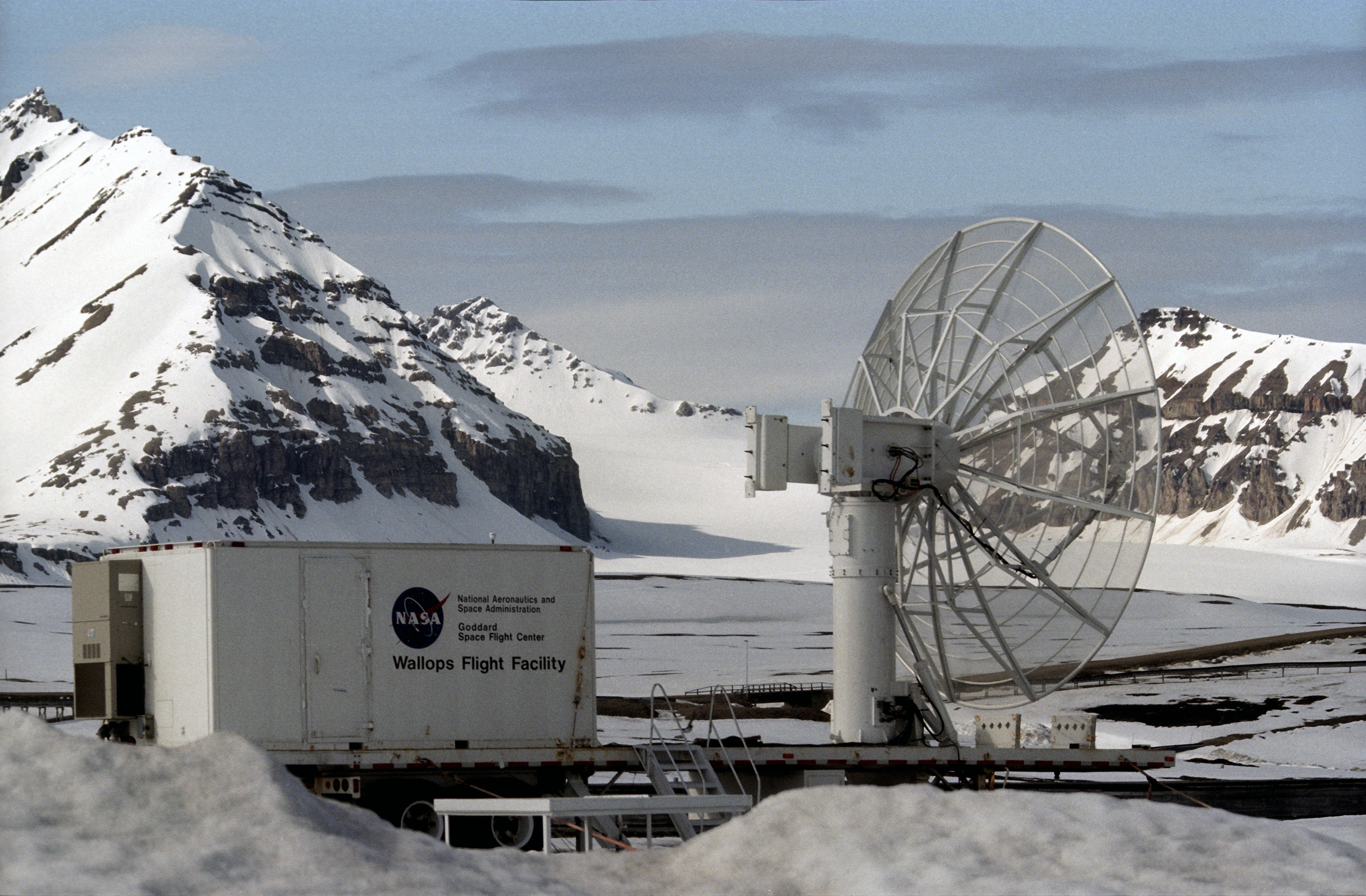
スバールバル射場におけるモバイルシステム

## 註
1. ↑  Sounding Rockets Program Office - Code 810
2. ↑  http://sites.wff.nasa.gov/code840/mission_taurusII.html - see box in bottom left hand corner of page
3. ↑  http://www.marsspaceport.com/mid-atlantic-spaceport-mission
4. ↑  http://www.slideshare.net/astrosociety/aas-goddard-201103301230wrobel - see slide 3
5. ↑  Project Mercury Archived 2013年6月3日, at the Wayback Machine.
6. ↑  SPANDAR Archived 2007年10月25日, at the Wayback Machine. S-band Doppler Radar
7. ↑  Autonomous Flight Safety System (AFSS) and the Low Cost TDRSS Transceiver (LCT2)
8. ↑  Mid-Atlantic commercial spaceport makes 1st launch - USATODAY.com
9. ↑  Official launch schedule
10. ↑  “Private Orbital Sciences Rocket Explodes During Launch, NASA Cargo Lost”. space.com. 2014年10月28日閲覧。
11. ↑  “「アンタレス」ロケット失敗で損傷した発射台、修理が完了”. (2015年10月17日) 2016年2月2日閲覧。